# George Huang
Predložak:Infookvir lik u seriji Zakon i red
Doktor George Huang je fiktivni lik iz serije Zakon i red: Odjel za žrtve kojeg igra B.D. Wong. 

## Pregled lika
Huang se Odjelu za žrtve pridružuje 2002. godine u epizodi "Pique". Istovremeno obavlja dužnost agenta FBI-ja i psihijatra i kriminalnog profilera za Odjel. Služi im kao stručnjak za analize mjesta ubojstava i psihe sumnjivaca. Posjeduje enormno znanje iz forenizičke psihijatrije i psihopatologije što mu daje značajnu sposobnost da razumije, suosjeća i predvidi sljedeće poteze kako sumnjivaca tako i žrtava. Također posjeduje veliko znanje iz teologije, etnologije i forenzike, a tečno govori kineski jezik. 
Iako početak u Odjelu nije bio bajan, danas cijeli Odjel ima velikog povjerenja u njega, no njegovo mišljenje nije uvijek cijenjeno. U nekoliko se slučajeva slagao s dijagnozom mentalnog poremećaja koju bi ponudila obrana i njezini psihijatri, što bi pomoćnicima tužioca i detektivima otežavalo posao.
No, kao i svi detektivi, Huang ima velikog suosjećanja sa žrtvama seksualnih zločina, naročito prema djeci. Uglavnom je uvijek miran i staložen, osim u epizodi "Coerced" gdje se svađa sa Stablerom. Kao psihijatar, nekad pomaže i samim detektivima s mogućim emocionalnim problemima koje imaju. Najznamenitiji primjer je epizoda 6. sezone "Charisma". Nakon što su detektivi vidjeli kako je poveći broj djece ubijen u domu vođe kulta, Huang odrađuje individualne terapije sa svakim od detektiva. 

## Značajne epizode
U epizodi "Execution", jedan serijski ubojica izudara Huanga dok on i det. Stabler pokušavaju izvući priznanje iz njega.[SVU - S03E15]
U epizodi "Coerced" možemo vidjeti Huanga kako se svađa sa Stablerom oko liječenja sumnjivca i prijeti kako će na sudu svjedočiti u korist obrane.[SVU - S05E06]
U epizodi "Lead" ga optuženik, koji boluje od shizofrenije i mentalne retardacije, u izljevu bijesa gurne i Huang udari glavom o metalni stol u sobi za ispitivanje, te počne krvariti. Na kraju se ispostavilo kako je ozljeda bezopasna.[SVU - S10E15] U istoj sezoni ga možemo vidjeti kako prvi put obavlja uhićenje kao agent FBI-ja.

## Povijest lika
Na početku svoje psihijatrijske karijere, Huang je radio kako savjetnik za seksualne prijestupnike, motiviran mišlju da ih može rehabilitirati. Nakon nekoliko je godina dao ostavku, frustiran činjenicom da njegovi pacijenti nisu pokazivali niti malo volje za istinsko sudjelovanje u psihoterapiji. Ubrzo se pridužio 16. postaji gdje pomaže uhvatiti iste one zločince kojima je prije pomagao.
Kako je rečeno u epizodi "Inheritance", Huang ima sestru.